# 케이트 리버링
케이트 리버링(Kate Levering, 1979년 1월 3일 ~ )는 미국의 배우이다.
새크라멘토에서 태어났다.

## 출연 작품

### 영화
- 단델리온 더스트 (2009, Like Dandelion Dust) - 몰리 켐벨 역
- 브레이킹 더 걸 (2013, Breaking the Girls) - 니나 역

### 텔레비전
- Out of Practice (2005)
- 체인지 디바 (2009-14)